# Dark Suns
Dark Suns ist eine Progressive-Metal und Progressive-Rock-Band aus Leipzig, die im Jahr 1997 gegründet wurde.

## Geschichte
Die Band entstand 1997 aus dem Zerfall der Bands Carnival of Souls und Requiem. Gegründet wurde Dark Suns von dem Sänger und Schlagzeuger Niko Knappe dem Gitarristen Tobias Gommlich. Durch den Einstieg des Gitarristen Maik Knappe, des Bassisten Oliver Fricke (Carnival of Souls) und des Keyboarders Thomas Bremer vervollständigte sich die Besetzung. Ein Jahr nach der Gründung erschien ein erstes Demo unter dem Namen Below Dark Illusion, dem sich 1999 die EP Suffering the Psychopathic Results of Daily Blasphemy anschloss. Im Jahr 2000 kam Michael Beck als neuer Bassist zur Besetzung, ehe er im Folgejahr durch Christoph Bormann ersetzt wurde.
Im Jahr 2002 bestand die Band aus dem Sänger und Schlagzeuger Niko Knappe, den Gitarristen Maik Knappe und Tobias Gommlich, dem Bassisten Christoph Bormann und dem Keyboarder Thomas Bremer. Im selben Jahr nahm die Gruppe in dieser Besetzung ihr Debütalbum Swanlike auf. Das Album erschien zuerst im Selbstverlag, etwas später bei Voice of Life Records. Gommlich verließ im Jahr 2003 die Band, für ihn kam Torsten Wenzel als Ersatz hinzu. Nachdem die Gruppe einen Vertrag bei Prophecy Productions unterzeichnet hatte, erschien Anfang 2005 das zweite Album Existence. Das Album wurde fast komplett im bandeigenen Studio Space Sound aufgenommen, nur die Schlagzeugspuren wurden im Disillusion Studio von Salvation Recordings im selben Haus aufgenommen. Abgemischt wurde das Material von Alexander Tscholakov im Zwickauer TAM-Recordings und in den belgischen Galaxy Studios gemastert. Im selben Jahr ging es zusammen mit Pain of Salvation auf Europatournee. 2006 war die Gruppe auf dem ProgPower Europe zu sehen. Ebenfalls bei Prophecy Productions erschien 2008 das Album Grave Human Genuine, worauf Kristoffer Gildenlöw als Session-Bassist zu hören ist. Auf dem 2011er Album Orange, der dritten Veröffentlichung bei Prophecy Productions, spielen um Niko Knappe Evgeny Ring das Altsaxophon, Jacob Müller den Bass, Maik Knappe und Torsten Wenzel die E-Gitarren, Ekkehard Meister das Piano bzw. die Hammond-Orgel und Govinda Abbott die Trompete. Das Album Everchild folgte 2016.

## Stil
Eduardo Rivadavia von Allmusic bezeichnete die Musik der Band als eine Mischung des Progressive Death Metal von Opeth und des Gothic Metal und Death Doom von Novembers Doom und frühen Paradise Lost. Suffering the Psychopathic Results of Daily Blasphemy bestehe aus nur einem Lied, das allerdings 14 Minuten lang sei.
Im Eclipsed befragte Carsten Agthe die Band zum Album Existence, während Thorsten Pöttger eine kurze Konzertkritik verfasste. Agthe verglich Dark Suns mit Katatonia, Opeth und Anathema. Die stilistische Spannbreite reiche von „harschem Metal bis atmosphärischem Rock“. Inhaltlich gehe es, erläuterte Mike Knappe, um die von Entwicklungsstufen gekennzeichnete Lebensgeschichte einer erfundenen Person. Dieses Faktum wiederum erinnerte Agthe an das Album Be von Pain of Salvation. Die Gemeinsamkeit hatte zuvor schon Dark Suns auf die Idee gebracht, sich als Vorgruppe für die anstehende Pain-of-Salvation-Tour zu bewerben. Auf dieser begutachtete Pöttger die Gruppe und beschrieb ihren Stil als „innovativen, atmosphärischen Rock/Metal à la Porcupine Tree und Opeth“.
Im Metal Hammer wird das Lied The Euphoric Sense vom Album Existence als dunkler Progressive Metal beschrieben. Existence sei ein Konzeptalbum, das das „Leben eines Individuums mit all seinen Höhen, Tiefen, Wirrungen und Erfahrungen aufs Detailierteste vertont“. In derselben Ausgabe bezeichnete Petra Schurer die Musik als technisch anspruchsvollen und dunklen Progressive Metal. Die Gruppe habe ihre Wurzeln im Death Doom im Stil von My Dying Bride und Katatonia. Dabei pflege die Band ihre Vorliebe für Melancholie und verarbeite Elemente aus dem Progressive Rock. Dadurch würden Ähnlichkeiten zu Opeth erzeugt. Am Anfang des Albums höre man „kurze, diffizile Songs mit Tool- und auch leichtem Meshuggah-Flair“, ehe die Lieder länger, härter und auch düsterer würden. Im Lied In You, a Phantom Still sei erstmals auf dem Album ein Doublebass zu hören. Abiding Space sei vielschichtig und werde mit Herztönen eingeleitet. Das Lied schwanke „zwischen geflüsterten Passagen, Pink Floyd-Flächen und warmen Gitarren-Melodie“. Patterns of Oblivion sei minimalistisch und monolithisch mit dunklem klarem Gesang, und One Endless Childish Day decke alle Stimmungsspektren von Nick Cave bis Death Metal ab. In der eine Ausgabe später erscheinenden Rezension des Albums wurde der Band eine Ähnlichkeit zu Porcupine Tree bescheinigt, wobei Dark Suns noch introvertierter wirke. Zudem sei das Album für Fans von Opeth, Katatonia, Madder Mortem oder Anathema. Das Album behandele eine „emotionale Lebensreise eines Menschen auf dem Weg zu sich selbst“ der ein „Labyrinth aus Angst, Verzweiflung und Qual“ durchlaufe und schließlich zerbreche. In der darauffolgenden Ausgabe ergänzte die Metal Hammer Rezensentin, es sei kaum zu glauben, dass die Band einmal Death Metal gespielt habe, und auch Doom-Metal-Einflüsse sowie Growling seien nicht mehr zu hören. Stattdessen setze man auf gefühlvolle Harmonieläufe und akustische und klar klingende Gitarren. Im Interview mit ihr gab der Keyboarder Thomas Bremer an, dass die Band zwar ungerade Takte und entsprechende Riffs benutze, jedoch könne und wolle man „beim genretypischen Technik-Wettkampf“ nicht mithalten. Niko Knappe verriet ihr, dass er versucht hat, die verschiedenen Lebensabschnitte des Protagonisten auf Existence mit passenden Gesangsstimmen zu belegen. Knappe habe auch die Idee zur Geschichte des Konzeptalbums gehabt.
Manuel Liebler vom selben Magazin gab in seiner Rezension zu Grave Human Genuine an, dass sich die Band nun von Vergleichen mit Opeth, Katatonia oder My Dying Bride wegbewegt hat. Das Album verzichte auf „Frickelorgien“ und setze auf dunkle Melancholie. Die Musik sei anspruchsvoll und man benötige Ruhe und Geduld diese zu hören. Laut Frank Thissies vom Metal Hammer vermische die Gruppe auf Orange Progressive Rock der 1970er Jahre, Pink Floyd und Blue Öyster Cult. Besonders das Keyboard, das an Richard Wright oder Mike Garson erinnere, und die Gesang-Schlagzeug-Kombination würden herausstechen. Eine Ausgabe später schrieb Thissies, dass Dark Suns nun mittlerweile keinen progressiven Death Doom mehr spielt, sondern Retro-Prog. Es seien auf Orange Einflüsse aus dem Jazz hörbar und es seien Parallelen zu Pink Floyd und King Crimson zu erkennen. Maik Knappe gab im Interview mit ihm an, dass man auf Flächensounds mit Wabereffekt verzichtet, stattdessen nur Geräusche einsetze, die man mit einem Instrument tatsächlich spielen könne. In den Liedern gebe man meist „der Songdienlichkeit gegenüber technischen Protzereien den Vorzug“, wodurch man sich vom klassischen Progressive Rock entferne. Man versuche die Lieder hart zu gestalten, jedoch nicht durch „dicke Gitarren, Doppelfußattacken oder Dauergrowls“, sondern mit „Verwendung der Harmonien, in Dissonanzen, in struktureller Komplexität oder in schwer zu folgenden Melodien“.
Nils Herzog von musikreviews.de gab in seiner Rezension zu Grave Human Genuine an, dass Dark Suns, im Gegensatz zu anderen Progressive-Metal-Bands, die nur „komplex gefiedelt, pompös arrangiert und bedeutungsschwanger“ schwadronieren würden, auch auf Emotionen setzt. Dark Suns decke dabei das ganze Spektrum von Wut, Liebe, Trauer, Freude und Hass ab. Die Band spiele fortschrittlichen Progressive Metal, und er verglich die Musik mit der ebenfalls aus Leipzig stammenden Gruppe Disillusion. Das Lied Flies in Amber habe E-Gitarren, die „[v]ertrackt und gar nicht dick aufgetragen, rhythmisch komplex und dunkel“ seien. Mit dem Einsatz einer Flöte erinnere die Musik dabei an das Deadsoul-Tribe-Album A Lullabye for the Devil. Niko Knappes Gesang sei herzerweichend und erinnere an Daniel Gildenlöw. Zudem seien auch Growls von Disillusions Andy Schmidt zu hören. Das Lied Thornchild beginne schon fast poppig, ehe Metal-Gitarren einsetzen. Bei Amphibian Halo höre man „[s]ynthetische Bässe, zischelnde Kunstklänge und [ein] warmes Piano“, es sei somit elektronisch experimentell. Zudem seien Einflüsse aus dem Doom Metal hörbar. The Chameleon Defect biete akustische Gitarren und Black-Metal-Raserei. Das Lied Free of You erinnere an die niederländische Band November. Auf dem Album vermische die Gruppe „verschrobene Polyrhythmik“ und „avantgardistische Soundexperimente“ gepaart mit Gesang, der dem von Pain of Salvation ähnele.
Thomas Kohlruß von Babyblaue Seiten bemerkte in seiner Rezension zu Orange, dass bei der Band keine geradlinigen Entwicklungen zu erkennen seien. Wie bereits Pain of Salvation und Opeth widme sich Dark Suns dem Retrosound. Der Song Toy setze auf eine „Schweine-Orgel“. Zudem „rifft die Gitarre fett mit bluesigen Untertönen“. Allerdings passe das „geschäftige, wuselige Schlagzeug“ nicht zum Retroklang. Auch sei durch den Einsatz einer Trompete ein Jazzeinfluss hörbar. Die erste Hälfte des Albums bestehe aus „erstaunlich konventionellem Rock, der von Hardrock-Gitarren, munterem Georgel, unverschämt eingängigen Melodien, geschäftigem Schlagzeugspiel und melodischem Gesang“ erzeugt werde. Auch Kohlruß verglich den Gesang mit dem von Daniel Gildenlöw. Das Lied Not Enough Fingers sei instrumental und biete „[s]pacig-flirrende Synthies“, während auf Ghost „jazzig-verspielte[n] Harmonien“ hörbar seien. Danach gebe es Emo-Rock. Vespertine verarbeite Funk-Rhythmen und eine Art Scat-Gesang. Außerdem mache man von „schrägen jazzigen Saxophontönen und schrägen Pianoharmonien“ Gebrauch. Das Lied Antipole enthalte „Hardrock, Jazzrock [und] Retroprog“.

## Diskografie
- 1998: Below Dark Illusion (Demo, Eigenveröffentlichung)
- 1999: Suffering the Psychopathic Results of Daily Blasphemy (EP, Eigenveröffentlichung)
- 2002: Swanlike (Album, Eigenveröffentlichung)
- 2005: Existence (Album, Prophecy Productions)
- 2008: Grave Human Genuine (Album, Prophecy Productions)
- 2011: Orange (Album, Prophecy Productions)
- 2016: Everchild (Album, Prophecy Productions)